# Jordi Labanda Blanco
Jordi Labanda Blanco   (Mercedes, 20 de març de 1968) és un dibuixant, il·lustrador i dissenyador de moda uruguaianocatalà. Des dels tres anys resideix a Barcelona. És el germà de l'Ivan Labanda.
Ha treballat com a il·lustrador des de la dècada dels noranta, on va començar a ser una peça clau per als tiratges d'alguns periòdics, com The New York Times, el Sunday Magazine, o el Vogue America. També ha col·laborat a Visionaire i Tatler. A Espanya, ha col·laborat amb El País, La Vanguardia, Rockdeluxe, Marie Claire, Vanidad, Elle i Vogue.

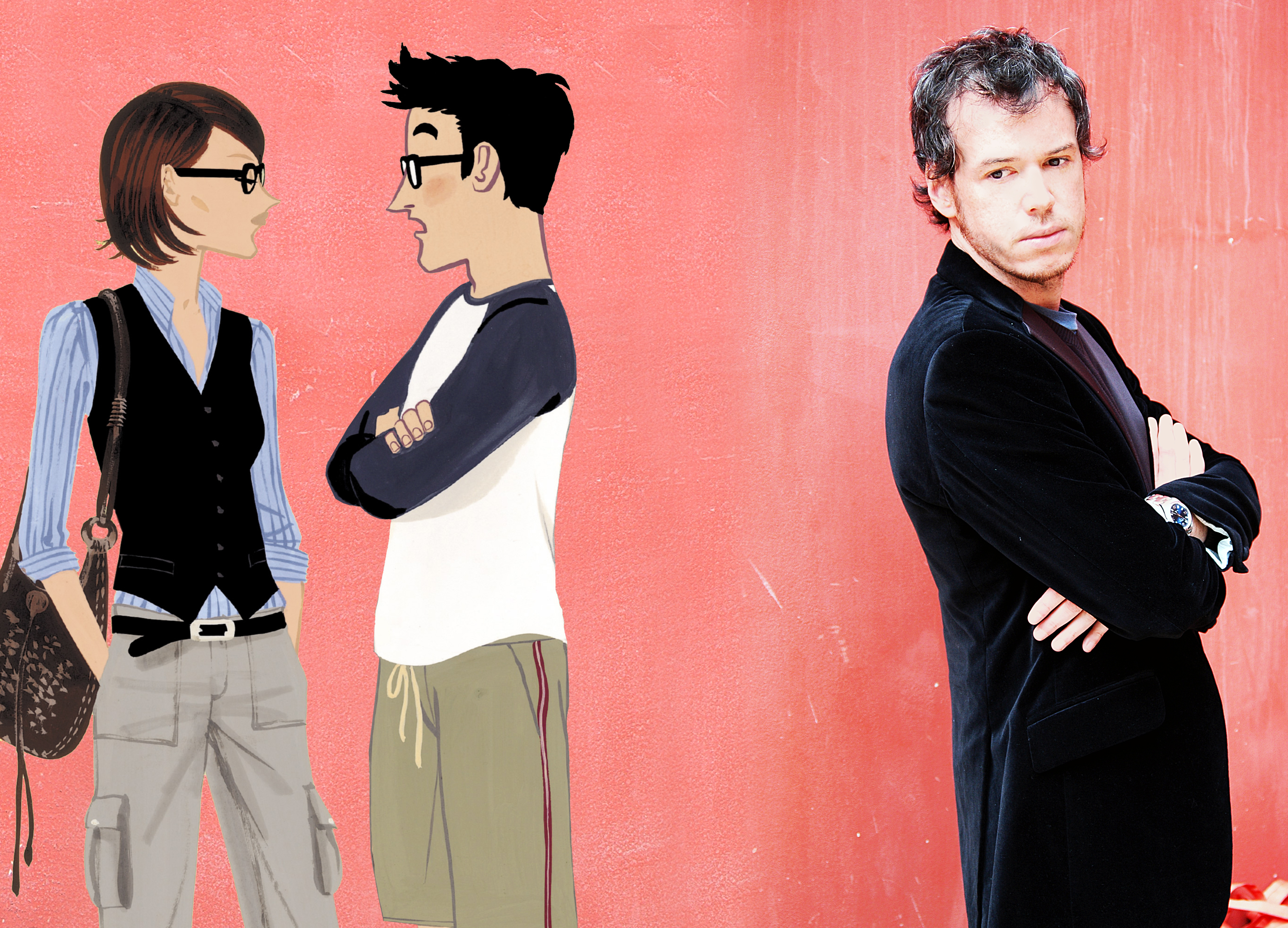
Jordi Labanda el 2005, amb una mostra dels seus personatges

El 2003 va publicar el llibre Hey Day, un recull dels seus treballs dels últims anys, sense text, on les imatges polidament traçades, entre dibuixos animats de qualitat i fotografia, parlen sobre els temes de la vida: l'amor per la moda, el consumisme compulsiu, la passió per les marques d'alt preu, el savoir vivre, les festes d'alt nivell, el sexe fàcil, les visites als museus, l'arribada de les noves tecnologies, etc.
El 2005 publicar el seu segon llibre, Si te he visto no me acuerdo, una recopilació dels seus treballs humorístics, en els quals retrata a la societat que coneix, amb els seus pros, les seves contres, els seus problemes i les seves particularitats.
El 2008 va publicar una col·lecció coneguda com a Booklets, composta de cinc llibres petits sobre temes com la «vida moderna», entre d'altres. Des del 2001 treballa a l'Estudio Jordi Labanda com a dissenyador.